# EZ Canis Majoris
EZ Canis Majoris (también catalogada cómo HD 50896 o WR 6) es una estrella Wolf-Rayet situada en la constelación del Can Mayor visible incluso con binoculares.
De tipo espectral WN4 y una magnitud aparente que oscila entre 6,71 y 6,95, se halla a una distancia de 5.900 años luz (1800 parsecs) del Sol y es 380,000 veces más brillante que este, con una temperatura superficial de 85,000 Kelvin y un radio 2,9 veces superior. Su masa se estima en 20 masas solares.
Se ha propuesto que puede ser una estrella doble, siendo su compañera una estrella de neutrones que orbitaría en torno a ella cada 3.8 días; sin embargo, se considera más probable que sean efectos en su viento estelar y que dicha compañera no exista